# Rovnovážná poloha
Rovnovážná poloha je poloha tuhého tělesa, při níž je výslednice všech sil působících na těleso nulová a výsledný moment všech sil je také nulový. Rovnovážná poloha je poloha, která je výsledkem rovnováhy sil.

## Typy rovnovážných poloh

### Stálá rovnovážná poloha

Stálá rovnovážná poloha.

Stálá rovnovážná poloha (též stabilní rovnovážná poloha) je poloha, pro kterou platí, že po vychýlení z této polohy se těleso vrací zpět, tzn. vychýlení se postupně zmenšuje. Potenciální energie tělesa ve stálé rovnovážné poloze je nejmenší, při vychýlení se zvětšuje.
Příkladem může být kulička nacházející se v důlku. Při vychýlení se kulička bude vracet zpět do výchozí pozice. Při vychýlení se zvyšuje potenciální energie kuličky.
Jiným příkladem může být těleso, které je zavěšeno, přičemž závěs je umístěn nad těžištěm (těžiště i zavěšení přitom leží na stejné těžnici). Po vychýlení tělesa ze stabilní polohy se těleso působením momentu sil vrací zpět do rovnovážné polohy. Při vychýlení se zvyšuje potenciální energie těžiště.

### Vratká rovnovážná poloha

Vratká rovnovážná poloha.

Vratká rovnovážná poloha (též labilní rovnovážná poloha) je poloha, pro kterou platí, že po vychýlení z této polohy se těleso nevrací zpět, ale výchylka se dále zvětšuje. Vychýlením z vratké polohy se potenciální energie tělesa zmenšuje.
Příkladem může být kulička nacházející se na vrcholu kopce. Při vychýlení ze své pozice se kulička bude vždy kutálet dolů a sama se nevrátí na výchozí pozici. Při vychýlení se snižuje potenciální energie kuličky.
Jiným příkladem může být těleso, které je zavěšeno, přičemž závěs je umístěn pod těžištěm (těžiště i zavěšení přitom leží na stejné těžnici). Při sebemenším vychýlení tělesa z rovnovážné polohy dochází v důsledku vzniku momentu sil od tíhové síly ke zvětšování této výchylky. Potenciální energie těžiště se při vychýlení zmenšuje.

### Volná rovnovážná poloha

Volná rovnovážná poloha.

Volná rovnovážná poloha (též indiferentní rovnovážná poloha) je poloha, pro kterou platí, že vychýlením tělesa se výslednice sil ani výsledný moment síly působících na těleso nemění. Po vychýlení tělesa se vzdálenost od nové polohy nemění (nezmenšuje se ani se nezvětšuje). Při vychýlení tělesa zůstává potenciální energie konstantní.
Příkladem může být kulička nacházející se na vodorovné rovině. Posuneme-li kuličku na jiné místo, zůstane tam stát a nebude se od původní polohy ani vzdalovat, ani se k ní nebude vracet. Potenciální energie zůstává konstantní.
Jiným příkladem může být těleso, které je zavěšeno, přičemž závěs je umístěn v těžišti. Při vychýlení tělesa z rovnovážné polohy zůstává těleso v nové poloze a nevrací se zpět do původní polohy, ani se od ní nevzdaluje. Potenciální energie těžiště se nemění.